# Chanteloup-les-Bois
Chanteloup-les-Bois är en kommun i departementet Maine-et-Loire i regionen Pays de la Loire i nordvästra Frankrike. Kommunen ligger i kantonen Cholet 2e Canton som tillhör arrondissementet Cholet. År 2022 hade Chanteloup-les-Bois 712 invånare.

## Befolkningsutveckling
Antalet invånare i kommunen Chanteloup-les-Bois
| Referens: INSEE |